# روبرت كامبين
روبرت كامبين (بالإنجليزية: Robert Campin)‏ (و. 1375 – 1444 م) هو رسام من الأراضي المنخفضة الجنوبية . ولد في فالنسيان .
توفي في تورناي .

## أعمال بارزة
من أهم أعماله:
- Mérode Altarpiece
- The Werl Triptych
- Nativity (Campin).

## معرض صور

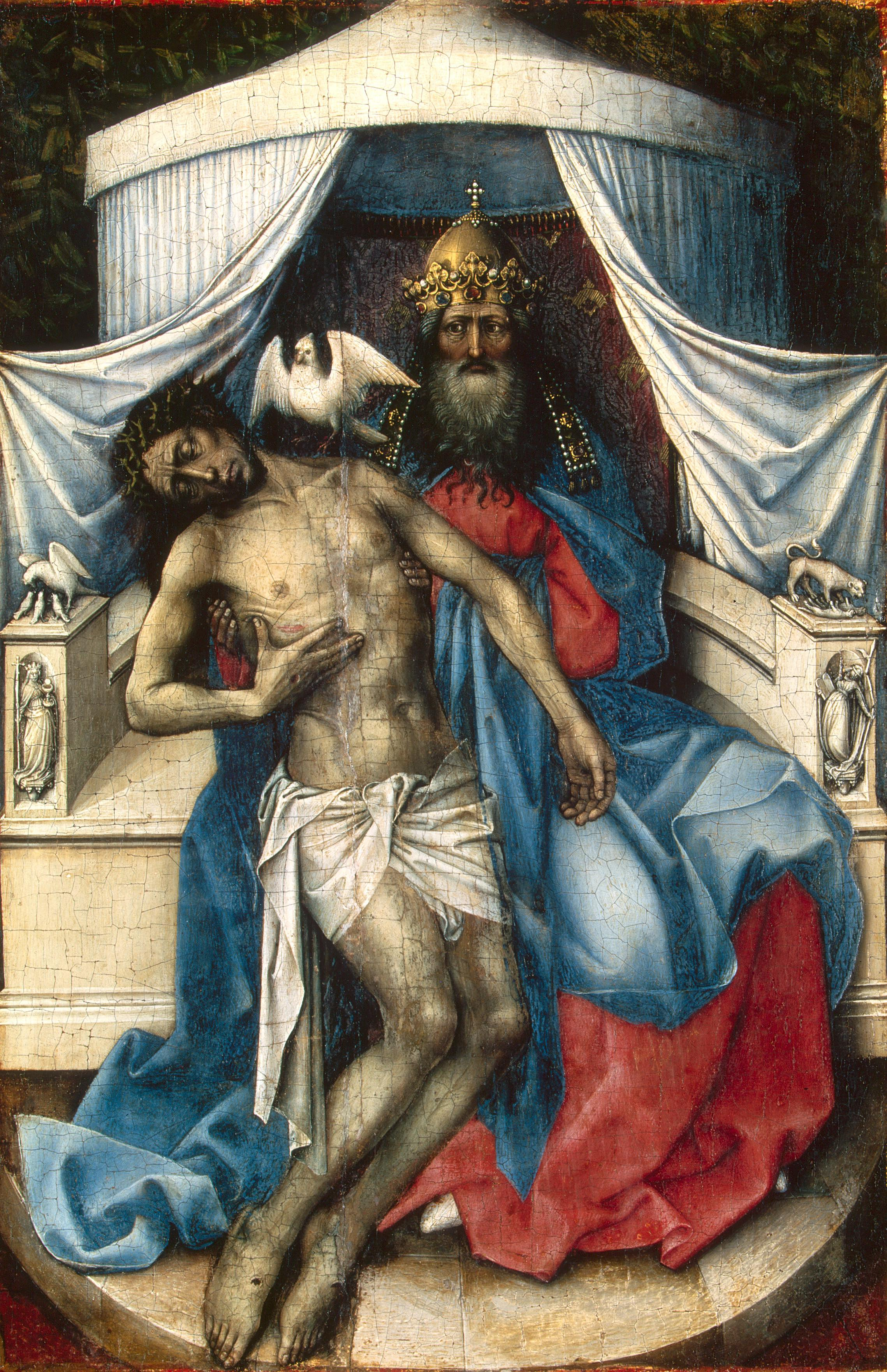
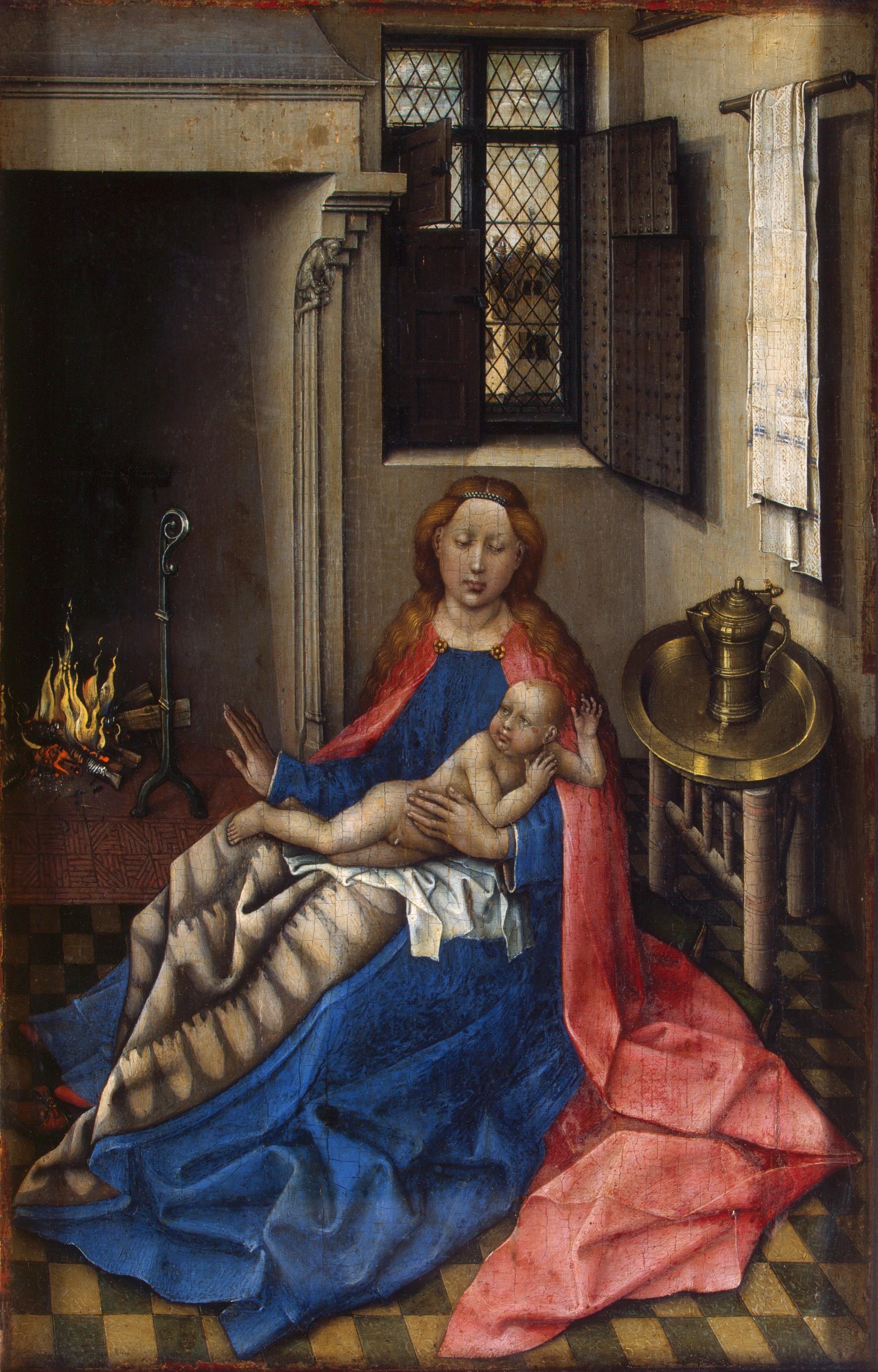
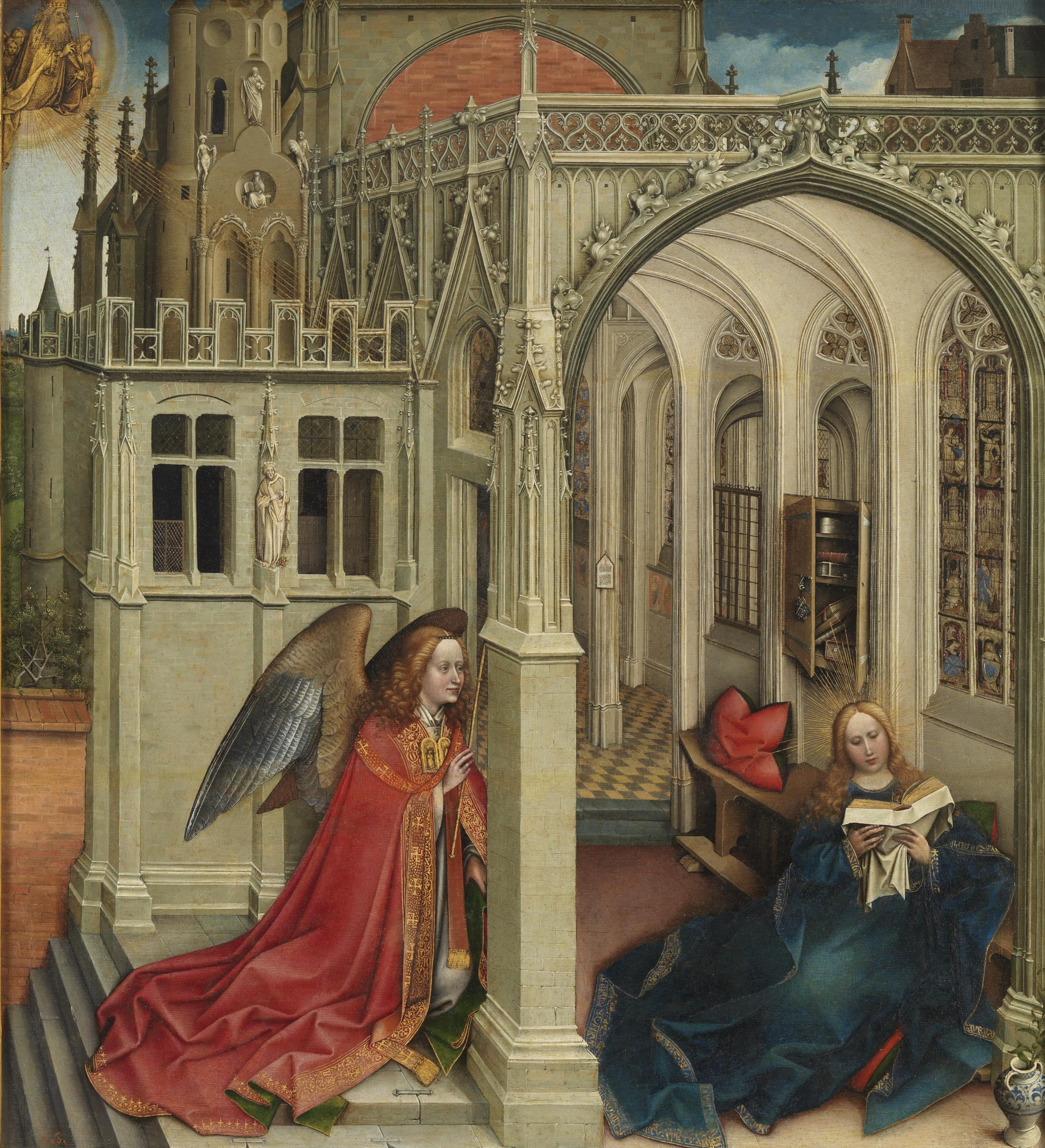
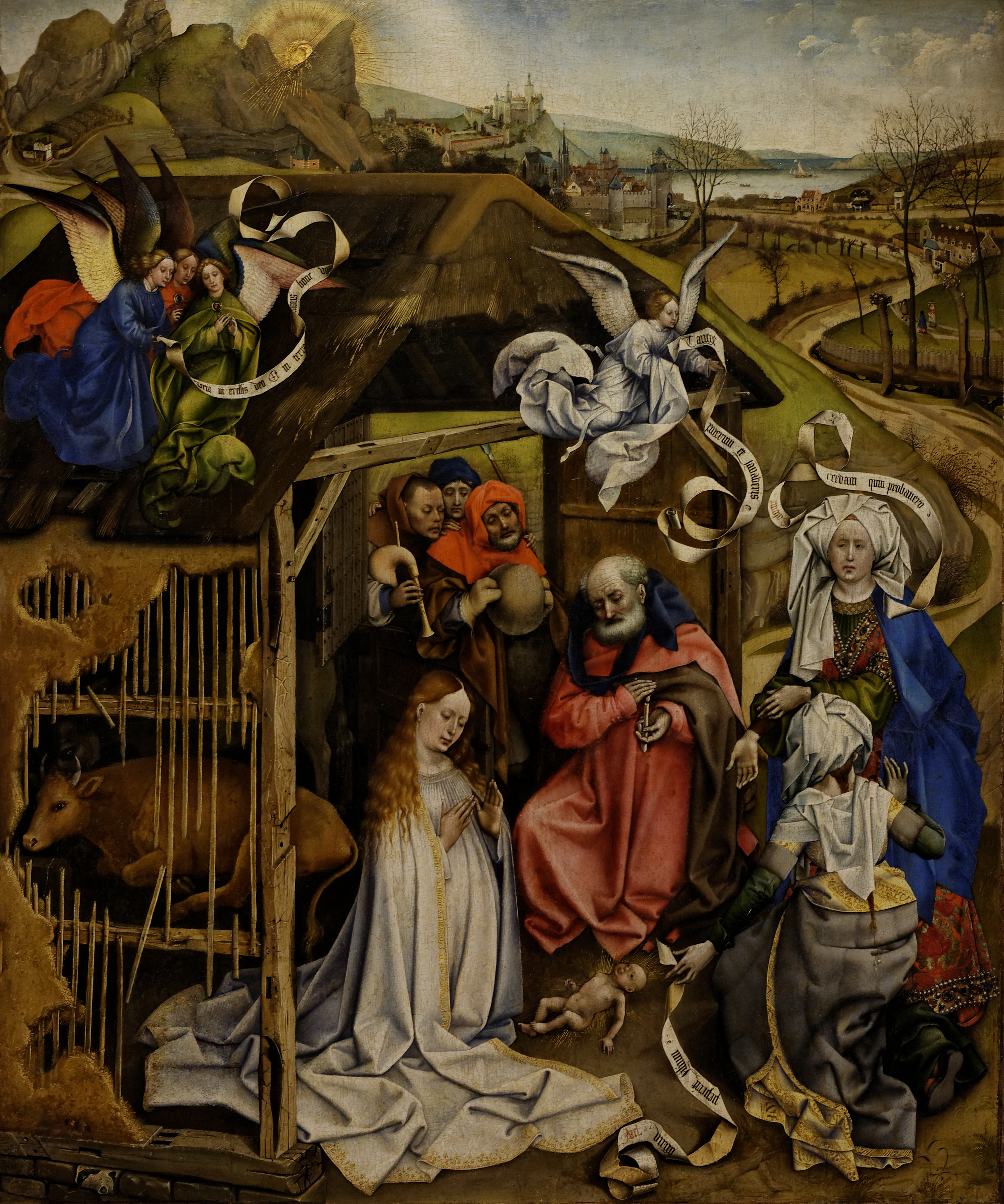
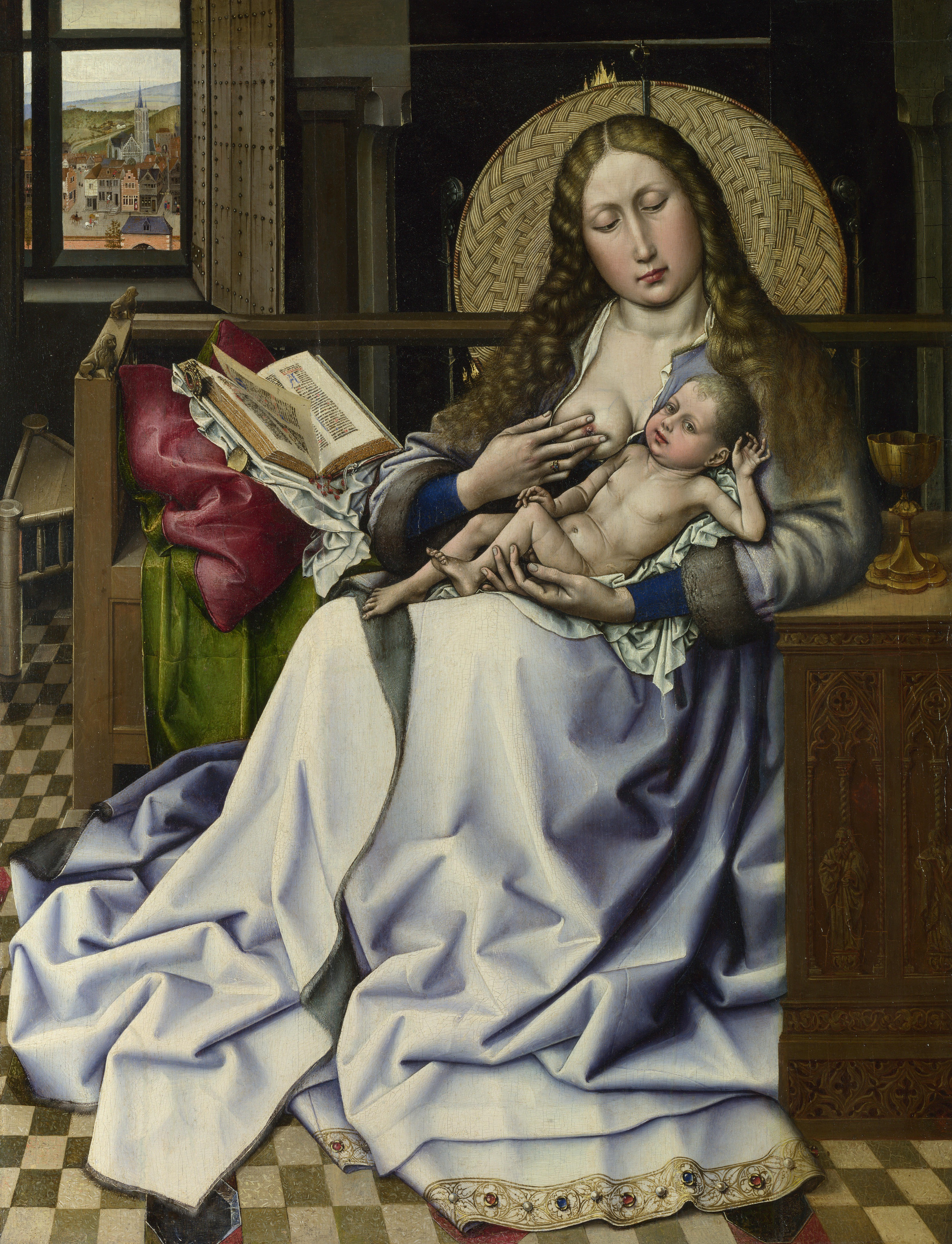
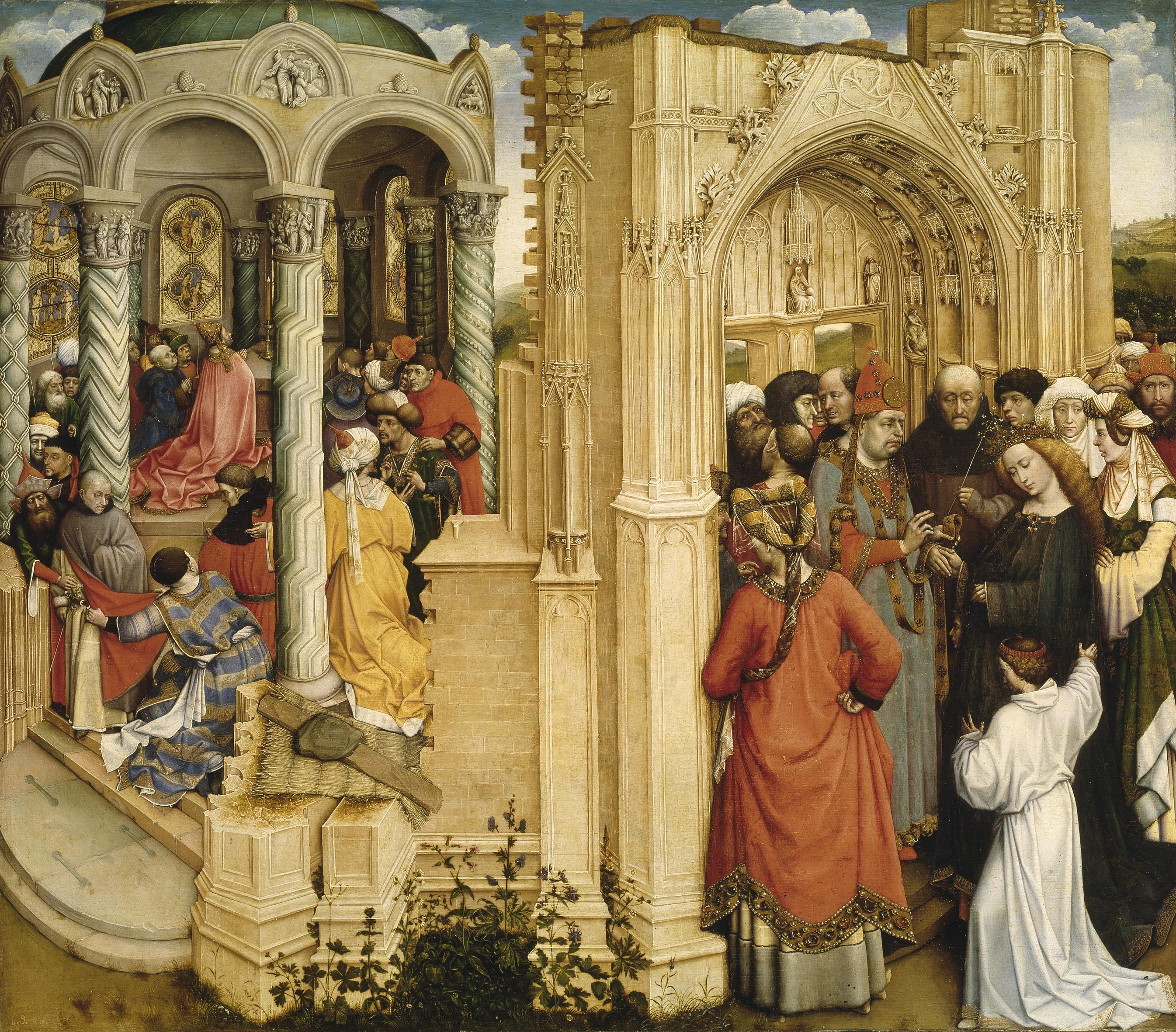
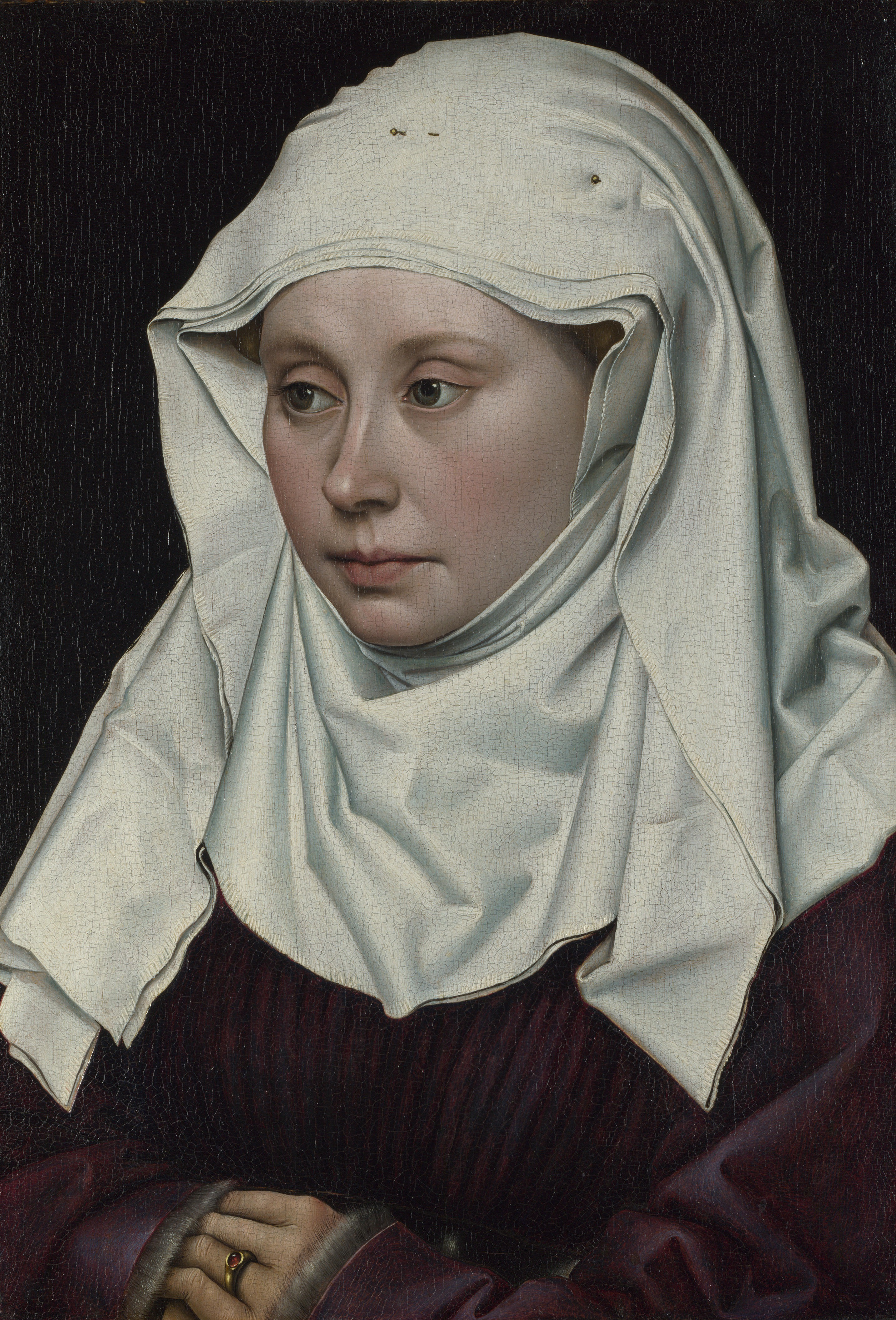
بورتَرية رَجُل وامرأة، مَنسوبة إلى، «روبرت كامبين»، اكتملت حَوالي 1435. المَعرض الوَطني، لندن.
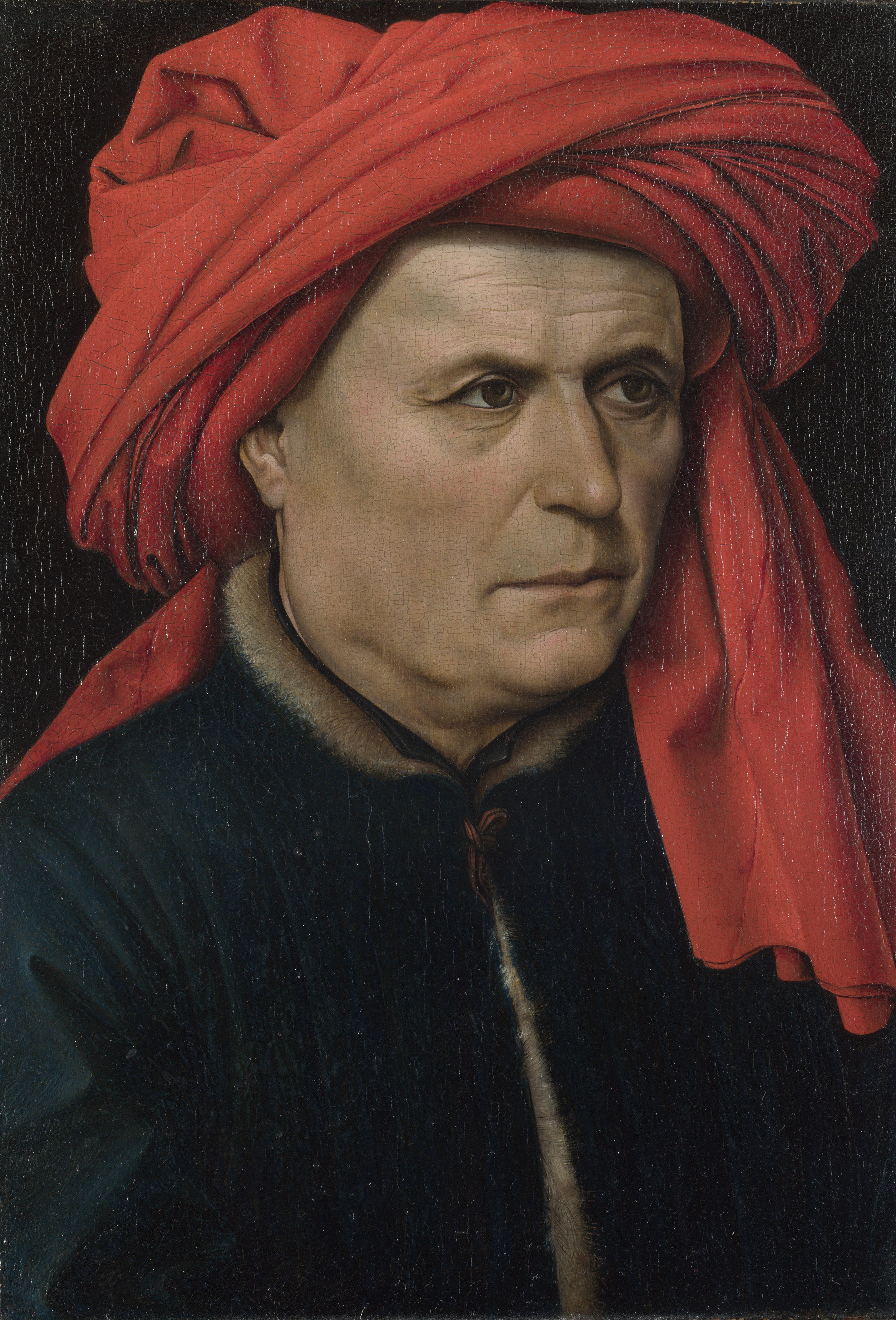
بورتَرية رَجُل وامرأة، مَنسوبة إلى، «روبرت كامبين»، اكتملت حَوالي 1435. المَعرض الوَطني، لندن.